# Amara Baby
Amara Baby (Le Blanc-Mesnil, 23 febbraio 1989) è un ex calciatore senegalese con cittadinanza francese, di ruolo centrocampista.

## Carriera

### Nazionale
Nel 2015 ha giocato una partita con la nazionale senegalese.

## Palmarès

### Club

#### Competizioni nazionali
- Coppa del Belgio: 1

Anversa: 2019-2020